# Sebastian Koto Khoarai
Sebastian Koto Khoarai O.M.I. (Koaling, Lesoto, 11 de septiembre de 1929 - 17 de abril de 2021) fue un cardenal lesotense.

## Biografía
Cuando era joven se unió a la congregación católica de los Misioneros Oblatos de María Inmaculada (O.M.I.) y al terminar su formación eclesiástica fue ordenado sacerdote el día 21 de diciembre de 1956.
Tras varios años ejerciendo su ministerio pastoral, el día 10 de noviembre de 1977 ascendió al episcopado cuando Su Santidad el papa Pablo VI le nombró como primer obispo de la que fue recién creada Diócesis de Mohale's Hoek.
Recibió la consagración episcopal el 2 de abril de 1978, a manos del entonces Arzobispo Metropolitano de Maseru monseñor Alfonso Liguori Morapeli O.M.I. actuando de principal consagrante y como co-consagrantes tuvo al entonces Arzobispo Metropolitano de Johannesburgo monseñor Joseph Patrick Fitzgerald y al entonces obispo de Leribe monseñor Paul Malefetsane Khoarai.
Al mismo tiempo desde 1982 a 1987 fue Presidente de la Conferencia de los Obispos Católicos de Lesoto (LCBC).
El 11 de febrero de 2014 presentó su renuncia al papa, tras alcanzar la edad de jubilación canónica.
El papa Francisco anunció que lo elevaría al rango de cardenal en el consistorio cardenalicio del día 19 de noviembre de 2016 con el título de San Leonardo de Porto Maurizio en Acilia. Como nuevo cardenal de la Curia Romana, pertenecerá al grupo de los no electores, ya que supera la edad de ochenta años. Por causa de problemas de salud, no puede participar en el consitorio en Vaticano, por lo que recibirá la birreta cardinalicia de las manos del nuncio apostólico monseñor Peter Bryan Wells.
Murió en Lebreton House en Mazenod, una residencia para religiosos ancianos y enfermos de los Padres Oblatos, el 17 de abril de 2021 a la edad de noventa y un años. Tras el solemne funeral presidido el 4 de mayo en la Catedral de San Patricio de Lesoto, fue enterrado en el interior de la propia catedral .